# Skin of My Teeth
Skin of My Teeth è un singolo della cantante statunitense Demi Lovato, pubblicato il 10 giugno 2022 come primo estratto dall'ottavo album in studio Holy Fvck.

## Pubblicazione
La cantante ha annunciato titolo, copertina e data di pubblicazione di Skin of My Teeth sui suoi canali social il 26 maggio 2022. Si tratta del suo primo singolo da Met Him Last Night, uscito oltre un anno prima.

## Promozione
Demi Lovato si è esibita dal vivo con Skin of My Teeth per la prima volta alla puntata del 9 giugno 2022 del Tonight Show di Jimmy Fallon.

## Video musicale
Il video musicale di Skin of My Teeth è stato diretto da Nick Harwood e pubblicato sul canale YouTube della cantante in concomitanza con l'uscita del singolo.

## Tracce
Testi e musiche di Demi Lovato, Warren "Oak" Felder, Alex Niceforo, Keith "Ten4" Sorrells, Laura Veltz e Aaron Puckett.
1. Skin of My Teeth – 2:42